# 宣陵 (後梁)
宣陵中国后梁太祖朱温陵墓，位于河南省伊川县白沙乡常岭村北。面积9.8亩，封土长宽各100米，高20米，四周有围墙，神道两侧建石雕俑群。现已毁坏。